# أندي سينجر
أندي سينجر (بالإنجليزية: Andy Singer)‏ هو رسام بالرصاص أمريكي، ولد في 1965.

## وصلات خارجية
- الموقع الرسمي